# レーニン全集
ヴェ・イ・レーニン全集（ヴェ・イ・レーニンぜんしゅう、ロシア語: В.И. Ленин Полное собрание сочинений など）とは、ソビエト連邦で刊行されたウラジーミル・イリイチ・レーニンの著作・書簡・ノートを集めたロシア語の著作集である。ソビエト連邦共産党は建国の父であるレーニンの文書を重視し、著作集の編纂に力を注いだ。『レーニン全集』には全部で5つの版があり、いずれもソビエト連邦共産党中央委員会の付属研究所によって編纂された。日本語版の『レーニン全集』は、第4版から翻訳されたものである。

## 概要

### 第1版
- Русскиская Коммунистическая партия (большевиков)  (ред.), «И. Ленин (В. Ульянов) Собрание сочинений», Изд. 1-е., В 20 т. (26 кн.). Государственное Издательство. Москва, 1920-26 г.г.
- Русскиская Коммунистическая партия (большевиков)  (ред.), «В.И. Ленин Собрание сочинений», Изд. 1-е., В 20 т. (26 кн.). Государственное Издательство. Москва -Ленинград, 1924-1927 г.г.

『レーニン全集』第1版は、1920年のレーニン生誕50周年を記念して、同年に開かれたロシア共産党（ボリシェヴィキ）第9回党大会の決定に基づいて、同年から1926年にかけて「レーニンの著作集」として編纂された（1925年に全連邦共産党に改称）。1923年に共産党中央委員会付属レーニン研究所（初代所長：レフ・カメーネフ）が設立されると、同研究所が編纂の任に当たった。1924年からは改訂版が発行され、この序文はカメーネフが書いている。全20巻26冊からなり、このうち第7・11・12・14・18・20巻がそれぞれ2分冊となっている。約1500項目を収録し、各巻平均で13万部が発行された。各著作はおおむね年代順に収録されているが、第9巻『農業問題』や第19巻『民族問題』のようにテーマ別に収録されている巻もあり、加えて索引が存在しないなど、著作集として不備があると指摘される。

### 第2版および第3版
- Институт Ленина при Ц.К. В.К.П.(б.)  (ред.), «В.И. Ленин Сочинений», Изд. 2-е., В 30 т. Государственное Издательство. Москва -Ленинград, 1925-32 г.г.
- Институт Ленина при Ц.К. В.К.П.(б.)  (ред.), «В.И. Ленин Сочинений», Изд. 3-е., В 30 т. Государственное Издательство. Москва -Ленинград, 1925-32 г.г.

『レーニン全集』第2版は、レーニン死去後の、1924年の第2回ソビエト連邦ソビエト大会の決定に基づいて、1925年から1932年にかけて全連邦共産党（ボリシェヴィキ）中央委員会付属レーニン主義研究所によって「レーニンの著作集」として編纂された。なお、同研究所は1931年にマルクス＝エンゲルス研究所と合併して、マルクス＝エンゲルス＝レーニン研究所（初代所長：ウラジーミル・アドラツキー）となっており、第28巻以降この研究所名で発行されている。編集責任者には引き続きカメーネフが当たったが、彼の失脚により、第4巻からはニコライ・ブハーリン、ヴャチェスラフ・モロトフ、イワン・スクヴォルツォフ＝ステパノフに代わり、さらにブハーリンの失脚によって第26巻からはアドラツキー、モトロフ、М.А.サヴェリエフに代わっている。
『レーニン全集』第3版は、第2版の普及・廉価版として並行して刊行された。内容は第2版と同じであるが、廉価版であるため一部の印刷などに難があるとされる。第2版および第3版は、全30巻からなり、第1～27巻が著作に加えて巻末付録にロシア共産党大会の決定事項やソビエト連邦の重要法令を収め、第28・29巻が書簡、第30巻が補巻となっている。その後、著作総目録、人名・件名索引などを収録した『便覧』が1935年に刊行された。このように、第2・3版は、索引、事項や人名の注、レーニンが引用・言及した文献についての詳しい解説やリストが存在し全体の3割に達するという、配慮の行き届いたものであった。約2700項目を収録し、各巻平均で第2版が10万部、第3版が56万部が発行された。しかし、個々の著作に脱落や原本との背反、配列などに問題があったほか、スターリン指導下の全連邦共産党（ボ）中央委員会によって「きわめて大きな政治的誤り」があると認定されるに至った。
また、第2・3版の刊行と同時に、『レーニンスキー・ズボールニク』(Ленинский Сборник) も刊行された。これは、レーニンの生涯と活動を明らかにするための資料を蒐集・刊行したもので、新発見の著作、手紙、電報などのほか、論文執筆のためのプラン、メモ、草稿、レーニンが読んだ本・雑誌・新聞などからのノート、演説の下書きといった著作集に収録しにくいものまでを集めている。

### 第4版および補巻
- Институт Маркса-Энгельса-Ленина при Ц.К. В.К.П.(б.)  (ред.), «В.И. Ленин Сочинения», Изд. 4-е., В 47 т. Государственное Издательство политической литертуры. Москва, 1941-67 г.г.
  - 『レーニン全集』全48巻（本巻45・別巻3、マルクス＝レーニン主義研究所レーニン全集刊行委員会訳、大月書店、1953-69年）
  - Lenin Collective Works, in 45 volumes (Progress Publishers, Moscow, 1960-70).[5]

『レーニン全集』第4版は、1941年から1951年にかけて全連邦共産党（ボリシェヴィキ）中央委員会付属マルクス＝エンゲルス＝レーニン研究所によって新たな「レーニンの著作集」として編纂された。当初は全35巻からなり、著作および書簡を年代順に収録した。その後（1952年にソビエト連邦共産党に改称）、同研究所は、1954年にマルクス＝エンゲルス＝レーニン＝スターリン研究所となり、別巻となる『便覧』1～2がこの名義で発行される。2927項目を収録し、各巻平均で80万部が発行された。しかし、スターリン時代に編纂されたことから、さまざまな問題点が存在すると批判されている（詳しくは、#特徴および批判を参照のこと）。
その後、スターリン批判を受けて、1956年にマルクス＝レーニン主義研究所となってから、1967年までに補巻として第36～45巻を発行する。内容は、第2版および第3版の巻末付録を削除した代わりに、レーニンの多くの新資料を収録した。最終的に全47巻からなり、第1～35巻が著作および書簡、別巻1～2が本巻の各種索引、補巻である第36～45巻が本巻に未収の著作・ノート・書簡となっており、いずれも国立政治図書出版所から刊行された。
この第4版に基づいて、日本語訳が1953年から1969年にかけて、大月書店版『レーニン全集』として刊行された（詳しくは、#日本語版を参照のこと）。また、英語訳も1960年から1970年にかけて、モスクワのプログレス出版所からLenin Collective Works として刊行された。

### 第5版
- Институт Марксизма-Ленинизма при Ц.К. К.П.С.С.  (ред.), «В.И. Ленин Полное собрание сочинений», Изд. 5-е., В 57 т. Издательство политической литературы. Москва, 1958-65 г.г.

『レーニン全集』第5版は、1958年から1965年にかけてソビエト連邦共産党中央委員会付属マルクス＝レーニン主義研究所によって「レーニンの完全な著作集（全集）」として編纂された。第4版の補巻の編纂と併行して、新たに発見された資料を収録する決定版として編纂が行われた。全57巻からなり、第1～45巻が著作・論文、第46～55巻が書簡、別巻1～2が各種索引となっており、いずれも国立政治図書出版所から刊行された。スターリン批判後に刊行されたため、第4版に見られた問題点は改善されているものの、第2・3版と比べてなお注解の質量に乏しく、収録されていない文献があるものと見られている。

## 日本語版
レーニンの著作の日本語訳は戦前から盛んにされていたが、警察権力による弾圧や検閲のなかで厳しい出版状況に晒された。それゆえ翻訳・紹介は不完全であり、伏字や削除によって内容が分からなくされているものも多かった（詳しくは、#日本語（戦前）を参照のこと）。敗戦後、レーニンの著作を体系的かつ伏字や削除のない状態で出版できるようになった。
こうしたなか、レーニン死後30周年記念事業の一つとして日本語版『レーニン全集』の刊行が決定され、ロシア語第4版（当初全35巻）に基づいて日本共産党の関連機関であるマルクス＝レーニン主義研究所のレーニン全集刊行委員会によって翻訳が行われた。発行は『マルクス＝エンゲルス選集』・『スターリン全集』などの刊行を行っていた大月書店が行った。発足当初の全集刊行委員会の顔ぶれは、飯田貫一・石堂清倫・川内唯彦・蔵原惟人・古在由重・平沢三郎・藤川覚・松本惣一郎・村田陽一・山辺健太郎であった。刊行は第1期：第1～12巻（1953～55年）、第2期：第13～24巻（1955～57年）、第3期：第25～35巻および別巻1～2（1957～60年）、第4期：第36～39巻および別巻3（1960～62年）、第5期：第40～45巻（1966～69年）と行われ、計16年をかけて完結した。第1～35巻には月報として「研究のしおり」が付されており、連載されていた中野重治のエッセイは、後に増補のうえ『レーニン素人の読み方』（筑摩書房、1973年）として刊行されている。全巻が函入り・上製（茶色のハードカバー）で出版されたが、当初は普及版も同時に刊行されており、第1～13巻（1953～55年）については並製・上下分冊のものが存在する。当時の広告によると、第1巻刊行時（1953年9月）の価格は上製版750円、並製版（上下）各280円で、全巻完結時（1969年10月）の価格は各巻2,000～2,500円、全巻揃い98,500円であった。
翻訳にあたっては、正確を期すために原訳、校閲、統一の三段階制をとり、翻訳者は上記の刊行委員会メンバーの他にも、秋山憲夫・浅野勉・石山正三・池田博行・内海周平・大谷隆雄・川上洸・副島種典・高橋勝之・東郷正延・直野敦・堀江邑一・山村房次・和久利誓一らのべ70名が関わった。1969年末までに計120万部を発行した。また、ロシア語第5版が決定版として刊行されたことから、レーニン全集刊行委員会編『レーニン全集5版と4版の対照表』が独自に別巻3として1968年に作られている。同巻は全巻購入特典として頒布されたほか、900円で単独販売もされた。『レーニン全集』の外国語訳としては世界初であり、多くの日本の大学図書館が所蔵している。

## 特徴および批判

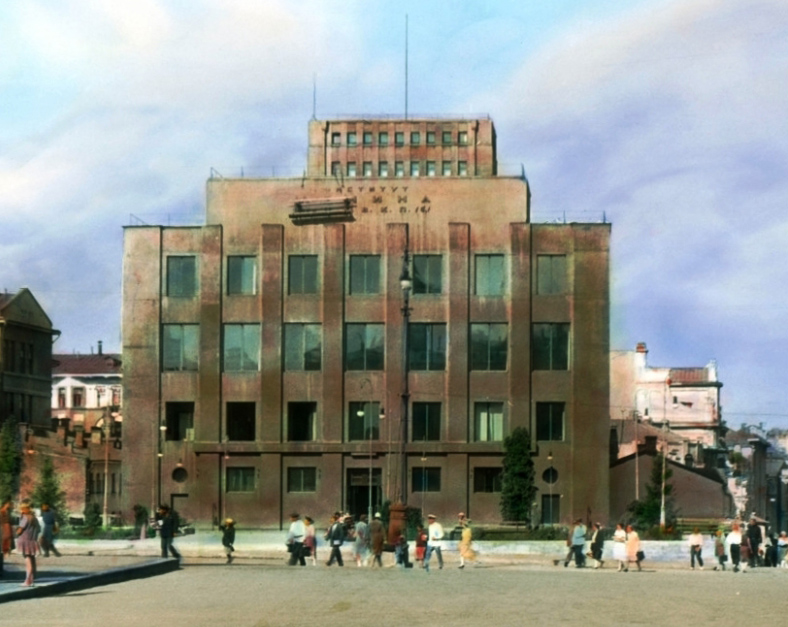
『レーニン全集』の編纂が行われたモスクワのレーニン研究所（1931年撮影）

『レーニン全集』各版の編纂は、ソビエト政権の時々の方針によってなされたため、それぞれの性格の違いが存在する。特に第2・3版がスターリン時代以前に編纂されていたものを含んでいたのに対して、第4版はスターリニズムに基づいて編纂され、特にスターリンに関係のあるレーニンの著作が多く収録された。具体的には、意図的に収録されなかったと思われる文献として、レーニンより年上の革命家のプレハーノフ、アクセリロード、スターリンによって粛清されたジノヴィエフ、カメーネフ、ブハーリンなどに宛てた手紙が挙げられる。その他、党政治局に宛てた手紙をスターリン宛にする、スターリンにとって都合の悪い部分の削除などが見られる。そのため、欧米の研究者は第4・5版刊行後も、それ以前に編纂されていて詳細な注解も付されている第2・3版を使ってきた。なお、日本では第2次世界大戦中に第2・3版やその他の文献が没収されて入手困難なため、第4・5版が用いられてきた。
スターリンの死後は、ソ連でも批判が行われた。スターリン批判が行われたソ連共産党第20回大会では、歴史学者のА.М.パンクラートヴァが、第4版では多くの論文・書簡が外されたこと、「完全なレーニン全集」を新たに編纂する必要があることを訴えている。その後、第5版の編纂が行われることになり、その成果にを取り入れて第4版の補巻（第36～45巻）が刊行された。例えば、このうち第4版第36巻には、レーニンが死の直前にスターリンを書記長から解任する提案を発言した「大会への手紙」が含まれるなど、スターリン批判を踏まえた編集が行われている。また、『レーニンスキー・ズボールニク』でも同様の影響が見られ、スターリン時代は刊行が滞り（1942年：第34巻、1946年：第35巻）、スターリン批判後の1959年から刊行が再開している。
ロシア史研究者の池田嘉郎によれば、ソ連時代においてレーニンに関わる文書は共産党およびソビエト政府の厳重な管理下に置かれ、自由な閲覧・利用ができなかった。他方で、公的な編纂物として『レーニン全集』のほか、『レーニンスキー・ズボールニク』、『レーニン活動年譜』、『ソヴィエト政権法令集』などに、レーニンの文書（余白への書き込みなども含む）24,000点以上が公表されてきた。しかし、1990年の時点で、書き込みを含むレーニン文書約3,700点および彼が署名した政治文書約3,000点が未公表であった。これらの中には、①国家機密や陰謀的性格を持つもの、②公定のイデオロギーの上で不適切と見做されたもの、③技術的に判読不能あるいは学術的に疑いがあるもの、④レーニンの手が入った政府刊行物のような印刷すると膨大になってしまうものなどが含まれているという。1991年のソ連崩壊後、これらの文書のうちの重要な部分が刊行されるようになっている。

## 構成
- 第4版および日本語版
  - 本巻：第1～33巻 著作・論文（MEL研）
  - 本巻：第34～35巻 手紙（同上）
  - 別巻I 本巻の事項索引（MELS研）
  - 別巻II 本巻の著作名索引（同上）
  - 補巻：第36巻 本巻に未収の手紙（ML研、以下同）
  - 補巻：第37巻 近親者への手紙
  - 補巻：第38巻 哲学ノート
  - 補巻：第39巻 帝国主義論ノート
  - 補巻：第40巻 農業問題ノート
  - 補巻：第41～45巻 新発表の諸著作・手紙
- 第5版
  - 本巻：第1～45巻 著作・論文
  - 本巻：第28巻 帝国主義論ノート
  - 本巻：第29巻 哲学ノート
  - 本巻：第46～54 手紙
  - 本巻：第55巻 近親者への手紙・補遺
  - 別巻I・II 各種索引

| 巻次   | ロシア語第5版               | 主な収録文献 | 全集第4版         | 10巻選集 |
| ------ | --------------------------- | --- | ----------------- | -------- |
| 第1巻  | 1893-94年の著作・文献       | 「いわゆる市場問題について」(1893年) 「「人民の友」とはなにか」(1894年) | 1巻               | 1巻      |
| 第2巻  | 1895-97年の著作・文献       | 「フリードリヒ・エンゲルス」(1895年) 『ロシア社会民主主義者の任務』(1897年) | 2巻               | 1巻      |
| 第3巻  | 1899年の著作・文献          | 『ロシアにおける資本主義の発展』(1899年) | 3巻               | 別巻1    |
| 第4巻  | 1898-1901年の著作・文献     | 「『イスクラ』編集局の声明」(1900年) | 4巻               | 1巻      |
| 第5巻  | 1901年の著作・文献          | 「何からはじめるべきか」(1901年) | 5巻               | 1巻      |
| 第5巻  | 1901年の著作・文献          | 『農業問題と「マルクス批判家」』(1901年) | 5巻               | ―        |
| 第6巻  | 1902年の著作・文献          | 『何をなすべきか』(1902年) | 5巻               | 2巻      |
| 第6巻  | 1902年の著作・文献          | 「ロシア社会民主党の農業綱領」(1902年) | 6巻               | 1巻      |
| 第7巻  | 1902-03年の著作・文献       | 「貧農に訴える」(1903年) | 6巻               | 1巻      |
| 第7巻  | 1902-03年の著作・文献       | 「革命的青年の任務(第1の手紙)」(1903年) | 7巻               | 1巻      |
| 第7巻  | 1902-03年の著作・文献       | ○ロシア社会民主労働党第2回大会（1903年7-8月）の関連文献 | 6・41巻           | ―        |
| 第8巻  | 1903-04年の著作・文献       | 『一歩前進、二歩後退』(1904年) | 7巻               | 2巻      |
| 第8巻  | 1903-04年の著作・文献       | ○ロシア革命的社会民主主義在外連盟第2回大会（1903年9月）の関連文献 ○ロシア社会民主労働党評議会（1904年1月、5-6月）の関連文献 | 7・41巻           | ―        |
| 第9巻  | 1904年の著作・文献          | 「専制とプロレタリアート」 「労働者民主主義派とブルジョア民主主義派」(1904年) | 8巻               | 3巻      |
| 第10巻 | 1905年の著作・文献          | ○ロシア社会民主労働党第3回大会（1905年4月）の関連文献 | 8・41巻           | ―        |
| 第11巻 | 1905年の著作・文献          | 『民主主義革命における社会民主党の二つの戦術』(1905年) 「ブルィギン国会のボイコットと蜂起」 「農民運動にたいする社会民主党の態度」(1905年) | 9巻               | 3巻      |
| 第12巻 | 1905-06年の著作・文献       | 「党の再組織について」 「党の組織と党の文学」 「社会主義政党と無党派的革命運動」(1905年) | 10巻              | 3巻      |
| 第12巻 | 1905-06年の著作・文献       | ○ロシア社会民主労働党ペテルブルグ全市会議（1906年2月、2-3月）の関連文献 ○ロシア社会民主労働党統一大会（1906年4月）の関連文献 | 10・41巻          | ―        |
| 第13巻 | 1906年の著作・文献          | 「国会の解散とプロレタリアートの任務」 「モスクワ蜂起の教訓」(1906年) | 11巻              | 3巻      |
| 第14巻 | 1906-07年の著作・文献       | 「パルチザン戦争」 「社会民主党と選挙協定」 「国会にだれをえらぶか」(1906年) | 11巻              | 3巻      |
| 第14巻 | 1906-07年の著作・文献       | ○ロシア社会民主労働党第2回全国協議会（1906年11月）の関連文献 | 11・41巻          | ―        |
| 第15巻 | 1907年の著作・文献          | 「国会選挙とロシア社会民主党の戦術」(1907年) | 12巻              | 3巻      |
| 第15巻 | 1907年の著作・文献          | ○ロシア社会民主労働党第5回大会（1907年4-5月）の関連文献 | 12・41巻          | ―        |
| 第16巻 | 1907-08年の著作・文献       | 「ボイコットに反対する」(1907年) | 13巻              | 3巻      |
| 第16巻 | 1907-08年の著作・文献       | 『1905-1907年の第一次ロシア革命における社会民主党の農業綱領』(1907年) 「労働組合の中立性」(1908年) | 13巻              | 4巻      |
| 第16巻 | 1907-08年の著作・文献       | ○ロシア社会民主労働党第4回全国協議会（1907年11-12月）の関連文献 | 13巻              | ―        |
| 第17巻 | 1908-09年の著作・文献       | 「マルクス主義と修正主義」 「ロシア革命の鏡としてのレフ・トルストイ」(1908年) 「大道へ」 「宗教にたいする労働者党の態度について」(1909年) | 15巻              | 4巻      |
| 第17巻 | 1908-09年の著作・文献       | ○ロシア社会民主労働党第5回全国協議会（1908年12月）の関連文献 | 15・41巻          | ―        |
| 第18巻 | 1908年の著作・文献          | 『唯物論と経験批判論』(1908年) | 14巻              | 別巻2    |
| 第19巻 | 1909-10年の著作・文献       | 「解党主義の清算」(1909年) | 15巻              | 4巻      |
| 第19巻 | 1909-10年の著作・文献       | ○『プロレタリー』拡大編集局会議（1909年6月）の関連文献 | 15・41巻          | 4巻      |
| 第19巻 | 1909-10年の著作・文献       | 「統一にむかって」 「ロシアにおける党内闘争の歴史的意味」(1910年) | 16巻              | 5巻      |
| 第20巻 | 1910-11年の著作・文献       | 「ヨーロッパの労働運動における意見の相違」(1910年) | 16巻              | 5巻      |
| 第20巻 | 1910-11年の著作・文献       | 「マルクス主義の歴史的発展の若干の特質について」(1910年) | 17巻              | 5巻      |
| 第20巻 | 1910-11年の著作・文献       | ○ロシア社会民主労働党中央委員会会議（1911年5-6月）の関連文献 | 17・41巻          | ―        |
| 第21巻 | 1911-12年の著作・文献       | ○ロシア社会民主労働党第6回全国協議会（1912年1月）の関連文献 | 17巻              | ―        |
| 第21巻 | 1911-12年の著作・文献       | 「ゲルツェンの追想」 「経済的ストライキと政治的ストライキ」(1912年) | 18巻              | 5巻      |
| 第22巻 | 1912-13年の著作・文献       | ○ロシア社会民主労働党中央委員会と党活動家との会議（1913年）の関連文献 | 18・41巻          | ―        |
| 第23巻 | 1913年の著作・文献          | 「カール・マルクスの学説の歴史的運命」(1913年) | 18巻              | 5巻      |
| 第23巻 | 1913年の著作・文献          | 「マルクス主義の三つの源泉と三つの構成部分」(1913年) 「アジアの目ざめ」 「後進的なヨーロッパと先進的なアジア」(1913年) | 19巻              | 5巻      |
| 第24巻 | 1913-14年の著作・文献       | 「マルクス主義と改良主義」(1913年) | 19巻              | 5巻      |
| 第24巻 | 1913-14年の著作・文献       | 「テイラー・システムは人間を機械の奴隷にする」(1914年) | 20巻              | 5巻      |
| 第25巻 | 1914年の著作・文献          | 「統一の叫びにかくれた統一の破壊について」 「民族自決権について」(1914年) | 20巻              | 5巻      |
| 第26巻 | 1914-15年の著作・文献       | 「戦争とロシア社会民主党」 「カール・マルクス」 「大ロシア人の民族的誇りについて」(1914年) 「第二インタナショナルの崩壊」 「社会主義と戦争」 「ヨーロッパ合衆国のスローガンについて」(1915年) | 21巻              | 6巻      |
| 第27巻 | 1915-16年の著作・文献       | 「エヌ・ブハーリンの小冊子『世界経済と帝国主義』の序文」(1915年) 「社会主義革命と民族自決権(テーゼ)」 『資本主義の最高の段階としての帝国主義』(1916年) | 22巻              | 6巻      |
| 第28巻 | 1912-16年のノート           | 「帝国主義論ノート」 | 39巻              | ―        |
| 第29巻 | 1895-16年のノート           | 「哲学ノート」 | 38巻              | ―        |
| 第30巻 | 1916-17年の著作・文献       | 「ユニウスの小冊子について」(1916年) | 22巻              | 6巻      |
| 第30巻 | 1916-17年の著作・文献       | 「自決にかんする討論の総括」(1916年) | 22巻              | 7巻      |
| 第30巻 | 1916-17年の著作・文献       | 「マルクス主義の戯画と「帝国主義的経済主義」について」(1916年) 「プロレタリア革命の軍事綱領」 「帝国主義と社会主義の分裂」(1916年) | 23巻              | 7巻      |
| 第31巻 | 1917年の著作・文献          | 「遠方からの手紙」 「戦術にかんする手紙」(1917年) | 23・41巻          | 7巻      |
| 第31巻 | 1917年の著作・文献          | 「現在の革命におけるプロレタリアートの任務について」(1917年) 「わが国の革命におけるプロレタリアートの任務」(1917年) | 24巻              | 7巻      |
| 第31巻 | 1917年の著作・文献          | ○ロシア社会民主労働党（ボ）ペトログラード全市協議会（1917年4月）の関連文献 ○ロシア社会民主労働党（ボ）第7回全国協議会（1917年4月）の関連文献 | 24・41巻          | ―        |
| 第32巻 | 1917年の著作・文献          | ○農民代表第1回全ロシア大会（1917年5月）の関連文献 | 24巻              | ―        |
| 第32巻 | 1917年の著作・文献          | ○ロシア社会民主労働党（ボ）ペテルブルグ委員会会議（1917年5月）の関連文献 | 24・41巻          | ―        |
| 第32巻 | 1917年の著作・文献          | ○労働者・兵士代表ソヴェト第1回全ロシア大会（1917年6月）の関連文献 | 25巻              | ―        |
| 第33巻 | 1917年の著作・文献          | 『国家と革命』(1917年) および準備資料 | 25巻              | 8巻      |
| 第34巻 | 1917年の著作・文献          | 「スローガンについて」 「立憲的幻想について」 「ボナパルティズムの始まり」(1917年) 「妥協について」 「さしせまる破局、それとどうたたかうか」 「革命の一根本問題」(1917年) | 25巻              | 7巻      |
| 第34巻 | 1917年の著作・文献          | 「革命の任務」 「マルクス主義と蜂起」(1917年) 「ボリシェヴィキは国家権力を維持できるか」 「一局外者の助言」(1917年) ○ロシア社会民主労働党（ボ）中央委員会会議（1917年10月）の決議 | 26巻              | 8巻      |
| 第35巻 | 1917-18年の著作・文献       | 「労働者と勤労被搾取農民の同盟」 「競争をどう組織するか」(1917年) 「勤労被搾取人民の権利の宣言」(1918年) | 26巻              | 8巻      |
| 第35巻 | 1917-18年の著作・文献       | ○労働者・兵士代表ソヴェト第2回全ロシア大会（1917年10月）の関連文献 ○ロシア社会民主労働党（ボ）中央委員会会議（1917年11月、1918年1月、2月）の関連文献 ○農民代表第2回全ロシア大会（1917年12月）の関連文献 ○労働者・兵士・農民代表ソヴェト第3回全ロシア大会（1918年1月）の関連文献 ○全ロシア中央執行委員会の関連文献 | 26巻              | ―        |
| 第36巻 | 1918年の著作・文献          | 「ソヴェト権力の当面の任務」 「「左翼的」幼稚さと小ブルジョア性について」(1918年) ○ロシア共産党（ボ）第7回特別大会・中央委員会会議（1918年3月）の関連文献 | 27巻              | 8巻      |
| 第36巻 | 1918年の著作・文献          | ○第4回臨時・第5回全ロシア・ソヴェト大会（1918年3月、7月）の関連文献 ○全ロシア中央執行委員会の関連文献 | 27巻              | ―        |
| 第37巻 | 1918-19年の著作・文献       | 「アメリカの労働者への手紙」(1918年) | 28巻              | 8巻      |
| 第37巻 | 1918-19年の著作・文献       | 「ピティリム・ソローキンの貴重な告白」 「プロレタリア革命と背教者カウツキー」(1918年) | 28巻              | 9巻      |
| 第37巻 | 1918-19年の著作・文献       | ○労働者・農民・カザック・赤軍代表ソヴェト第6回臨時全ロシア大会（1918年11月）の関連文献 | 28巻              | ―        |
| 第37巻 | 1918-19年の著作・文献       | ○共産主義インタナショナル第1回大会（1919年3月）の関連文献 | 28巻              | 9巻      |
| 第38巻 | 1919年の著作・文献          | 「第三インタナショナルとその歴史上の地位」 「ハンガリーの労働者へのあいさつ」(1919年) ○ロシア共産党（ボ）第8回大会（1919年3月）の関連文献 | 29巻              | 9巻      |
| 第38巻 | 1919年の著作・文献          | ○モスクワ労働者・赤軍代表ソヴェト総会臨時会議（同年4月）の関連文献 | 29・42巻          | ―        |
| 第39巻 | 1919年の著作・文献          | 「偉大な創意」 「国家について」(1919年) | 29巻              | 9巻      |
| 第39巻 | 1919年の著作・文献          | 「ソヴェト共和国における婦人労働運動の任務について」(1919年) 「プロレタリアートの独裁の時期における経済と政治」(1919年) | 30巻              | 9巻      |
| 第39巻 | 1919年の著作・文献          | ○東洋諸民族共産主義組織第2回全ロシア大会（1919年11月）の関連文献 | 30・42巻          | 9巻      |
| 第39巻 | 1919年の著作・文献          | ○ロシア共産党（ボ）第8回全国協議会（1919年12月）の関連文献 ○第7回全ロシア・ソヴェト大会（1919年12月）の関連文献 | 30巻              | 9巻      |
| 第40巻 | 1919-20年の著作・文献       | 「憲法制定議会の選挙とプロレタリアートの独裁」(1919年) 「デニーキンにたいする勝利にさいしてウクライナの労働者と農民に送る手紙」(1919年) 「ロシア語の純化について」(1919年) | 30巻              | 9巻      |
| 第40巻 | 1919-20年の著作・文献       | ○ロシア共産党（ボ）第9回大会（1920年3-4月）の関連文献 | 30巻              | ―        |
| 第41巻 | 1920年の著作・文献          | 「共産主義内の「左翼主義」小児病」(1920年) | 31巻              | 9巻      |
| 第41巻 | 1920年の著作・文献          | 「オーストリアの共産主義者への手紙」 「青年同盟の任務」 「プロレタリア文化について」(1920年) 「県および郡国民教育部政治教育委員全ロシア会議での演説」(1920年) ○共産主義インタナショナル第2回大会（1920年7-8月）の関連文献                                                                                         | 31巻              | 10巻     |
| 第41巻 | 1920年の著作・文献          | ○ロシア共産党（ボ）第9回全国協議会（1920年9月）の関連文献 | 31・42巻          | ―        |
| 第42巻 | 1920-21年の著作・文献       | ○第8回全ロシア・ソヴェト大会（1920年12月）の関連文献 | 31・42巻          | ―        |
| 第42巻 | 1920-21年の著作・文献       | 「労働組合について」(1920年) 「ふたたび労働組合について」(1921年) | 32巻              | 10巻     |
| 第43巻 | 1921年の著作・文献          | 「食糧税について」(1921年) | 32巻              | 10巻     |
| 第43巻 | 1921年の著作・文献          | ○ロシア共産党（ボ）第10回大会（1921年3月）の関連文献 | 32・42巻          | 10巻     |
| 第43巻 | 1921年の著作・文献          | ○ロシア共産党（ボ）第10回全国協議会（1921年5月）の関連文献 | 32・42巻          | ―        |
| 第44巻 | 1921-22年の著作・文献       | 「十月革命四周年によせて」 「現在と社会主義の完全な勝利後とにおける金の意義について」(1921年) | 32巻              | 10巻     |
| 第44巻 | 1921-22年の著作・文献       | ○共産主義インタナショナル第3回大会（1921年6-7月）の関連文献 | 32・42巻          | 10巻     |
| 第44巻 | 1921-22年の著作・文献       | ○第9回全ロシア・ソヴェト大会（1921年12月）の関連文献 | 32・42巻          | ―        |
| 第45巻 | 1922-23年の著作・文献       | 「戦闘的唯物論の意義について」 「われわれは払いすぎた」(1922年) 「民族問題または「自治化」の問題によせて」(1922年) 「協同組合について」 「量よりも質を」(1923年) | 33巻              | 10巻     |
| 第45巻 | 1922-23年の著作・文献       | ○ロシア共産党（ボ）第11回大会（1922年3-4月）の関連文献 | 33・42巻          | ―        |
| 第45巻 | 1922-23年の著作・文献       | ○共産主義インタナショナル第4回大会（1922年11-12月）の関連文献 | 33巻              | 10巻     |
| 第46巻 | 1893-1904年の手紙           | | 34・36・ 43巻など | ―        |
| 第47巻 | 1905-10年の手紙             | | 34・36・ 43巻など | ―        |
| 第48巻 | 1910-14年の手紙             | | 34-36・ 43巻など  | ―        |
| 第49巻 | 1914-17年の手紙             | | 35-36・ 43巻など  | ―        |
| 第50巻 | 1917-19年の手紙             | | 35-36・ 44巻など  | ―        |
| 第51巻 | 1919-20年の手紙             | | 35-36・ 44巻など  | ―        |
| 第52巻 | 1920-21年の手紙             | | 35-36・ 45巻など  | ―        |
| 第53巻 | 1921年の手紙                | | 35-36・ 45巻など  | ―        |
| 第54巻 | 1921-23年の手紙             | | 35-36・ 45巻など  | ―        |
| 第54巻 | 1903-22年の文献（補遺）     | | 41-43・ 44巻      | ―        |
| 第55巻 | 1893-1916年の近親者への手紙 | | 37巻              | ―        |
| 別巻   | 各種索引（2巻）             | |                   |          |

## その他の主な選集・著作集

### ロシア語
- Институт Маркса-Энгельса-Ленина при Ц.К. В.К.П.(б.), В.И. Ленин Избранные Произведения в шестой томах. Государственное Издательство. Ленинград, 1929-31 г.г.

全連邦共産党（ボリシェヴィキ）中央委員会付属マルクス＝エンゲルス＝レーニン研究所による『ヴェ・イ・レーニン6巻選集』。『レーニン全集』第2・3版の編纂に併行して、アドラツキー、アレクサンドル・クリニツキー、ミハイル・ポクロフスキー、К.А.ポポフ、И.И.ポポフ、М.А.サヴェリエフ、Е.ヤロスラフスキーの共同編集による。ドイツ語訳として、W.I. Lenin Ausgewählte Werke in 12 Bänden が1932年に出版されている。
- Институт Маркса-Энгельса-Ленина при Ц.К. В.К.П.(б.), В.И. Ленин Избранные Произведения в двух томах. Государственное Издательство. Москва, 1940 г.

全連邦共産党（ボリシェヴィキ）中央委員会付属マルクス＝エンゲルス＝レーニン研究所による『ヴェ・イ・レーニン2巻選集』。複数の版があるが、編纂された時期の関係からスターリニズムの色彩が濃い。1946年に発行された第4版には巻頭には、スターリンによるレーニン論8篇が収録されている。この第4版が社会書房版『レーニン二巻選集』および大月書店版『レーニン選集』の底本に当たる。
- Институт Марксизма-Ленинизма при Ц.К. К.П.С.С., В.И. Ленин Избранные Произведения. Изд. 1-е., В 3 т. Государственное издательство политической литературы. Москва, 1960-61 г.г.
- Институт Марксизма-Ленинизма при Ц.К. К.П.С.С., В.И. Ленин Избранные Произведения. Изд. 2-е., В 3 т. Издательство политической литературы. Москва, 1966-68 г.г.

ソビエト連邦共産党中央委員会付属マルクス＝レーニン主義研究所による3巻本の『ヴェ・イ・レーニン選集』。1960年から1961年にかけて刊行された初版と、1966年から1968年にかけて刊行された第2版があり、それぞれ国民文庫版『レーニン三巻選集』と大月書店版『新版 レーニン選集』の底本に当たる。

### 日本語（戦前）
- 『レーニン著作集』全10巻（レーニン著作集刊行会、1926-27年）

1926年から1927年にかけて刊行された、早い時期の著作集。第8～10巻に収められた2つの著作を除いて、レーニンの演説や論文など比較的短い文章を集めている。
- 第1卷 新經濟政策（山川均訳）
- 第2卷 帝國主義・民族問題（青野季吉訳）
- 第3卷 戰爭と社會主義（青野季吉訳）
- 第4卷 一九一七年：プロレタリア革命（高山洋吉訳）
- 第5卷 ソヴィエット政權（西雅雄訳）
- 第6卷 インタナショナル（林房雄訳）
- 第7卷 内外政策（青野季吉訳）
- 第8卷 ロシアに於ける資本主義の發達 前篇（山内封介訳）
- 第9卷 ロシアに於ける資本主義の發達 後篇（山内封介訳）
- 第10卷 唯物論と經驗批判論：一反動哲學に關する批判的記録（佐野文夫訳）

- 白揚社版『レーニン全集』（1929-32年）ほか

戦前において、白揚社がレーニンの著作を最も多く出版した。主なシリーズとしては、①「レーニン叢書」（1927～28年刊行に10冊以上が刊行）、②「レーニン重要著作集」（1928～31年および1936～37年に30冊以上が刊行）、③『レーニン全集』（1929～33年に計5巻分のみが刊行）がある。しかし、共産主義思想が非合法とされた時代であったため、警察権力による弾圧や検閲のなかで厳しい出版状況に晒された。戦後になって、『レーニン重要著作集』の一部は1946年から1947年にかけて再刊されている。
- 第4卷 イスクラ時代　上巻（4分冊、広島定吉・田畑三四郎・武藤丸楠訳）
- 第4卷 イスクラ時代　下巻（4分冊、田畑三四郎・武藤丸楠訳）
- 第9卷 哲學ノート　第一冊（広島定吉・直井武夫訳）
- 第12卷 哲學ノート　第二冊（広島定吉・直井武夫訳）
- 第12卷 哲學ノート　第三冊（広島定吉・直井武夫訳）
- 第13卷 唯物論と經驗批判論（山川均・大森義太郎訳）
- 第20卷 一九一七年　第一分冊（高山洋吉訳）
- 第20卷 一九一七年　第二分冊（5分冊、高山洋吉訳）
  - 第20卷 一九一七年革命（高山洋吉訳、1932年に合冊版として刊行）

- 希望閣版『レーニン選集』全5冊（產業勞働調査所・プロレタリア科學硏究所訳、1931-32年）

戦前において、白揚社と並んでレーニンの著作を多く出版したのが、日本共産党の事実上の合法出版部門であった希望閣である。主なシリーズとして①「マルクス主義文庫」シリーズ（1928～30年に10冊以上が刊行）、②「レーニン小文庫」シリーズ（1931～32年に刊行）、③『レーニン選集』全6巻分予定などがある。このうち、『レーニン選集』はマルクス＝エンゲルス＝レーニン研究所によるロシア語版『レーニン6巻選集』の日本語訳で、共産党の影響下にあった産業労働調査所とプロレタリア科学研究所が翻訳を行った。しかし、共産主義思想が非合法とされた時代であったため、警察権力による厳しい弾圧と検閲のなかで出版は困難を極めた。そのため全6巻分の刊行には至らず、1931年から1932年のあいだに第1巻の第1～3分冊および第2巻の第1～2分冊のみが刊行されるに留まった。また、本文も伏字の箇所が少なくない。
- 第1巻 1894-1904（人民の友とは何ぞや、何を爲すべきか、貧農に與ふ、ロシア社會民主黨の農業綱領、一歩前進二歩退却 など）
- 第2巻 1905-1914（民主々義革命における社會民主黨の二つの戰術 など）

### 日本語（戦後）
- 社会書房版『レーニン二巻選集』全15分冊（レーニン二巻選集刊行会編訳、社会書房、1951-53年）

1951年から1953年にかけて社会書房から刊行された戦後最初の本格的な選集。戦前のような伏字や削除なしに、日本で初めてまとまった形で出版された選集である。マルクス＝エンゲルス＝レーニン研究所の『ヴェ・イ・レーニン2巻選集』第4版の構成に基づき、全集第4版から訳出した。さらに『ヴェ・イ・レーニン6巻選集』から注の一部を採用するなど、1930～40年代の各種『レーニン選集』の成果に基づいて編集・翻訳された。レーニンの著作をテーマ別・年代順に収録する。全巻並製で出版され、第一巻6分冊、第二巻7分冊、全集第4版の付録から独自に作った年譜を収めた補巻1冊、独自に編集された索引を収めた別冊1冊の計15冊からなる。また、各巻の付録として月報が付されている。
- 第1巻第1分冊 「人民の友」とはなにか 他6篇
- 第1巻第2分冊 なにをなすべきか、わが運動の切実な諸問題
- 第1巻第3分冊 一歩前進二歩後退、わが党内の危機
- 第1巻第4分冊 民主主義革命における社会民主党の二つの戦術 他4篇
- 第1巻第5分冊 民族自決権について 他13篇
- 第1巻第6分冊 資本主義の最高の段階としての帝国主義 他6篇
- 第2巻第7分冊 さしせまる大破綻―それとどう斗かうか 他15篇
- 第2巻第8分冊 国家と革命
- 第2巻第9分冊 ソヴェト政権当面の任務 他18篇
- 第2巻第10分冊 プロレタリア革命と背教者カウツキー 他10篇
- 第2巻第11分冊 偉大な創意（「共産主義土曜労働」について） 他13篇
- 第2巻第12分冊 共産主義における「左翼」小児病 他5篇
- 第2巻第13分冊 食糧税について（新しい政策の意義とその諸条件） 他20篇
- 補巻 レーニン年譜・著作と活動
- 別冊 レーニン二巻選集索引

- 大月書店版『レーニン選集』

大月書店版『レーニン全集』の翻訳・刊行に併行して、その普及版として各種の選集が同社から刊行された。①『レーニン選集』全12冊は、マルクス＝エンゲルス＝レーニン研究所の『ヴェ・イ・レーニン2巻選集』第4版の構成に基づきつつも、ソ連と日本のマルクス＝レーニン主義研究所の協議よって文献の加除を行ったうえで、全集第4版から訳出したもの。社会書房版に収録されていたスターリンによるレーニン論8篇はすべて除かれており、スターリン批判を踏まえた編集方針が取られている。全巻並製で出版され、各巻6分冊の計12分冊からなる。また、各巻の付録として「レーニン選集月報」（I～XII）が付されている。③『レーニン三巻選集』は、マルクス＝レーニン主義研究所の3巻本の『ヴェ・イ・レーニン選集』第1版の構成に基づき、全集第4版から訳出したもの。全巻文庫版で出版され、各巻3分冊の計9分冊からなる。「解説」は付されていない。④『新版 レーニン選集』は、マルクス＝レーニン主義研究所の3巻本の『ヴェ・イ・レーニン選集』第2版の構成に基づき、全集第4版から訳出したもの。全巻並製で出版され、各巻2分冊の計6巻からなる。この他、同社の国民文庫にも「レーニン全集刊行委員会」の名義でいくつかのレーニンの著作が収録されている。
- 『レーニン選集』全12冊（ソ同盟共産党マルクス＝レーニン主義研究所編、マルクス＝レーニン主義研究所レーニン全集刊行委員会訳、1957-58年）
- 『問題別レーニン選集』全3巻6分冊（ソ連邦共産党中央委員会付属マルクス＝レーニン主義研究所編、レーニン全集刊行委員会訳、国民文庫131-133、1960年）
- 『レーニン三巻選集』全3巻9分冊（ソ連邦マルクス＝レーニン主義研究所編、レーニン全集刊行委員会訳、国民文庫134、1961-65年）
- 『新版 レーニン選集』全6巻（ソ連邦共産党中央委員会付属マルクス＝レーニン主義研究所編、レーニン全集刊行委員会訳、1968-70年）

- プログレス出版所版『レーニン選集』

ソ連のプログレス出版所による日本語版選集。1960年代末のものと1980年代初めのものがある。
- 『レーニン選集』全4冊（プログレス出版所発行、ナウカ発売、1968-69年）
- 『レーニン選集』全12巻（プログレス出版所訳・発行、駿台社発売、1980-81年）

- 『レーニン10巻選集』全12巻（本巻10・別巻2、日本共産党中央委員会レーニン選集編集委員会編訳、大月書店、1969-72年）

1969年から1972年にかけて「レーニン生誕100周年記念」として、日本共産党によって製作された。「マルクス・レーニン主義の基本的諸命題を、現代の複雑な諸条件や、わが国の特殊性に応じて具体的に適用し発展させる創造性と、マルクス・レーニン主義の原則を厳密に擁護する原則性とを正しく統一するという基本的観点に立って（中略）自主的に編集した」ものである。同時に、党員向けの学習用文献としての性格も有している。全巻函入り・上製で出版され、レーニンの著作をおおむね年代別に収録した第1～10巻、『ロシアにおける資本主義の発展』を収録した別巻1および、『唯物論と経験批判論』を収録した別巻2の計12巻よりなる。『ロシアにおける資本主義の発展』と『唯物論と経験批判論』は、大部ゆえに各種のレーニン選集にこれまであまり収録されてこなかった著作であり、それゆえ、日本語版の『レーニン選集』としてはもっとも網羅的な内容を持つ。翻訳はロシア語第4版および第5版に基づいて行われた。また、各巻の付録として「レーニン10巻選集のしおり」（No.1～12）が付されている。戦後日本でもっとも普及した『レーニン選集』の一つであり、100以上の大学図書館が所蔵している。
- 第1巻 1893-1903年の著作・文献
- 第2巻 1902-04年の著作・文献
- 第3巻 1904-07年の著作・文献
- 第4巻 1907-09年の著作・文献
- 第5巻 1910-14年の著作・文献
- 第6巻 1914-16年の著作・文献
- 第7巻 1916-17年の著作・文献
- 第8巻 1917-18年の著作・文献
- 第9巻 1918-20年の著作・文献
- 第10巻 1920-23年の著作・文献
- 別巻1 ロシアにおける資本主義の発展（1899年）
- 別巻2 唯物論と経験批判論（1908年）